# Charles Willson Peale
Charles Willson Peale (ur. 15 kwietnia 1741, zm. 22 lutego 1827 w Filadelfii) – amerykański malarz, przyrodnik, wynalazca i żołnierz, prekursor muzealnictwa w Stanach Zjednoczonych i protoplasta licznego rodu artystów.

## Życiorys
Charles Willson Peale urodził się w Chestertown w stanie Maryland, początkowo zajmował się rzemiosłem, był siodlarzem, jubilerem i zegarmistrzem. W 1760 osiadł w Filadelfii, gdzie brał lekcje malarstwa u Johna Hesseliusa (1728–1778). W 1765 wyjechał do Bostonu i uczył się w pracowni Johna Copleya. Dzięki pomocy przyjaciół i sponsorów przebywał w latach 1767–1769 w Anglii i studiował malarstwo u Benjamina Westa. Po powrocie do Ameryki osiadł w Annapolis, a w 1775 w Filadelfii, gdzie mieszkał do końca życia. Brał udział w wojnie o niepodległość Stanów Zjednoczonych w stopniu pułkownika, później reprezentował Partię Demokratyczną w Zgromadzeniu w Pensylwanii i Konwencie w Filadelfii.

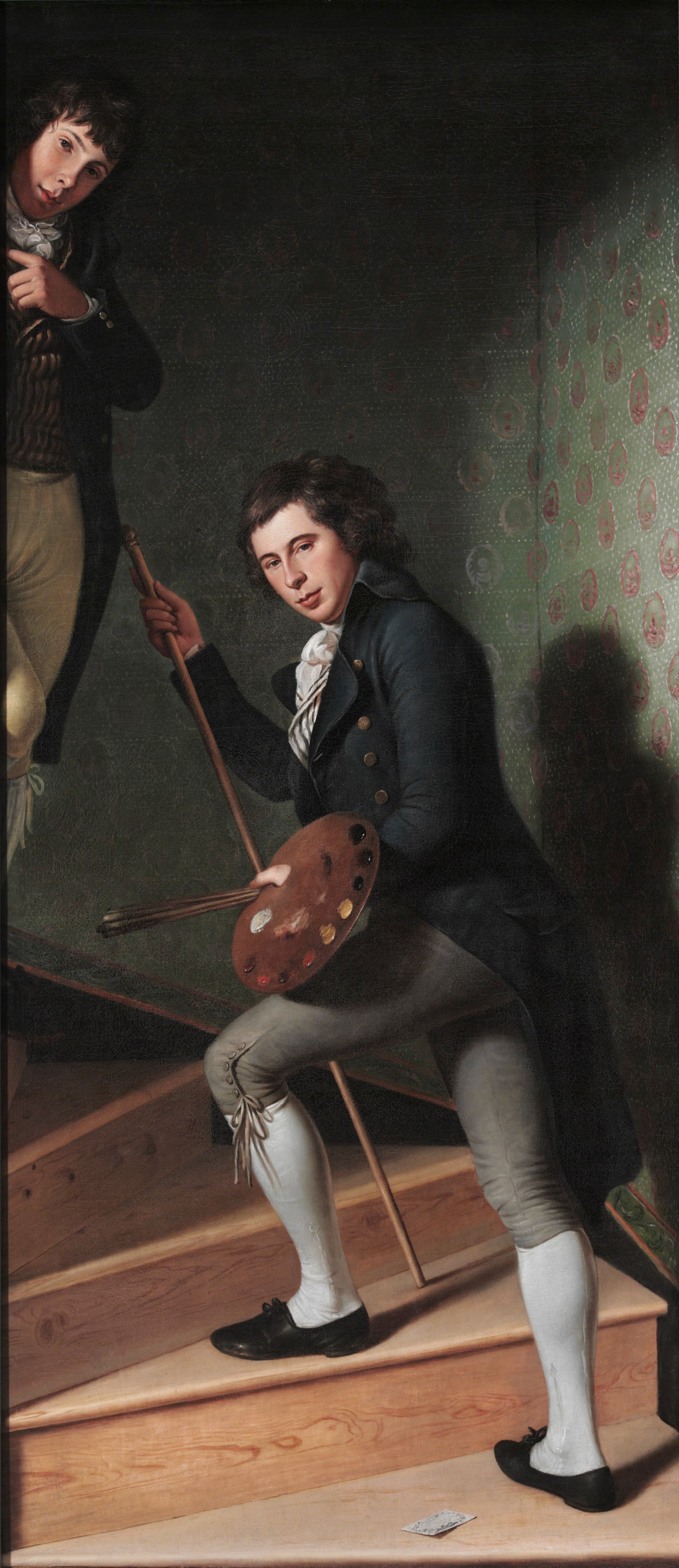
Grupa na schodach, 1795, Philadelphia Museum of Art

Charles Peale zdobył popularność jako portrecista wybitnych Amerykanów, szczególnie związanych z amerykańską wojną secesyjną. Jego modelami byli m.in. George Washington (wielokrotnie), Benjamin Franklin, John Hancock, Thomas Jefferson i Alexander Hamilton. Jego dorobek oceniany jest na ok. 1100 obrazów, oprócz portretów były to również sceny rodzajowe i pejzaże. W 1782 artysta założył pierwszą w Stanach Zjednoczonych galerię sztuki, w której prezentował własne obrazy i dzieła swoich licznych potomków. Interesował się historią naturalną i przyrodoznawstwem, wiele podróżował, gromadził osobliwości przyrodnicze i skamieniałości, posiadał m.in. szkielet pierwszego mastodonta, jaki wykopano w Ameryce. Jego galeria sztuki stopniowo przekształciła się w muzeum historii naturalnej, znane później pod nazwą Peale's Baltimore Museum and Gallery of Fine Arts. Instytucja przetrwała do 1997, gdy jej zbiory włączono do Maryland Historical Society.
Peale był również wynalazcą, opracował nowy typ okularów, zajmował się także protetyką stomatologiczną, m.in. wykonał protezę dla George’a Washingtona. Posiadał prawa patentowe do urządzenia, które umożliwiało wykonanie pisma w dwóch egzemplarzach. Napisał i wydał kilka książek o różnorodnej tematyce m.in. Building Wooden Bridges (1797), Discourse Introductory to a Course of Lectures on Natural History... (Filadelfia, 1800), Epistle on the Means of Preserving Health i Domestic Happiness (1816).
Charles Peale był trzykrotnie żonaty i miał 17 dzieci, z których tylko 11 osiągnęło wiek dojrzały. Większość z nich otrzymała imiona słynnych artystów lub naukowców, a kilkoro zostało znanymi malarzami m.in. Raphaelle Peale (1774–1825), Rembrandt Peale (1778–1860), Rubens Peale (1784–1865) i Titian Ramsay Peale (1799–1885). Malarzami byli także brat Charlesa, James Peale (1749–1831) oraz kilka jego córek, w tym Anna Claypoole Peale (1798–1871), Margaretta Angelica Peale (1795–1882) i Sarah Miriam Peale (1800–1885).

## Prace

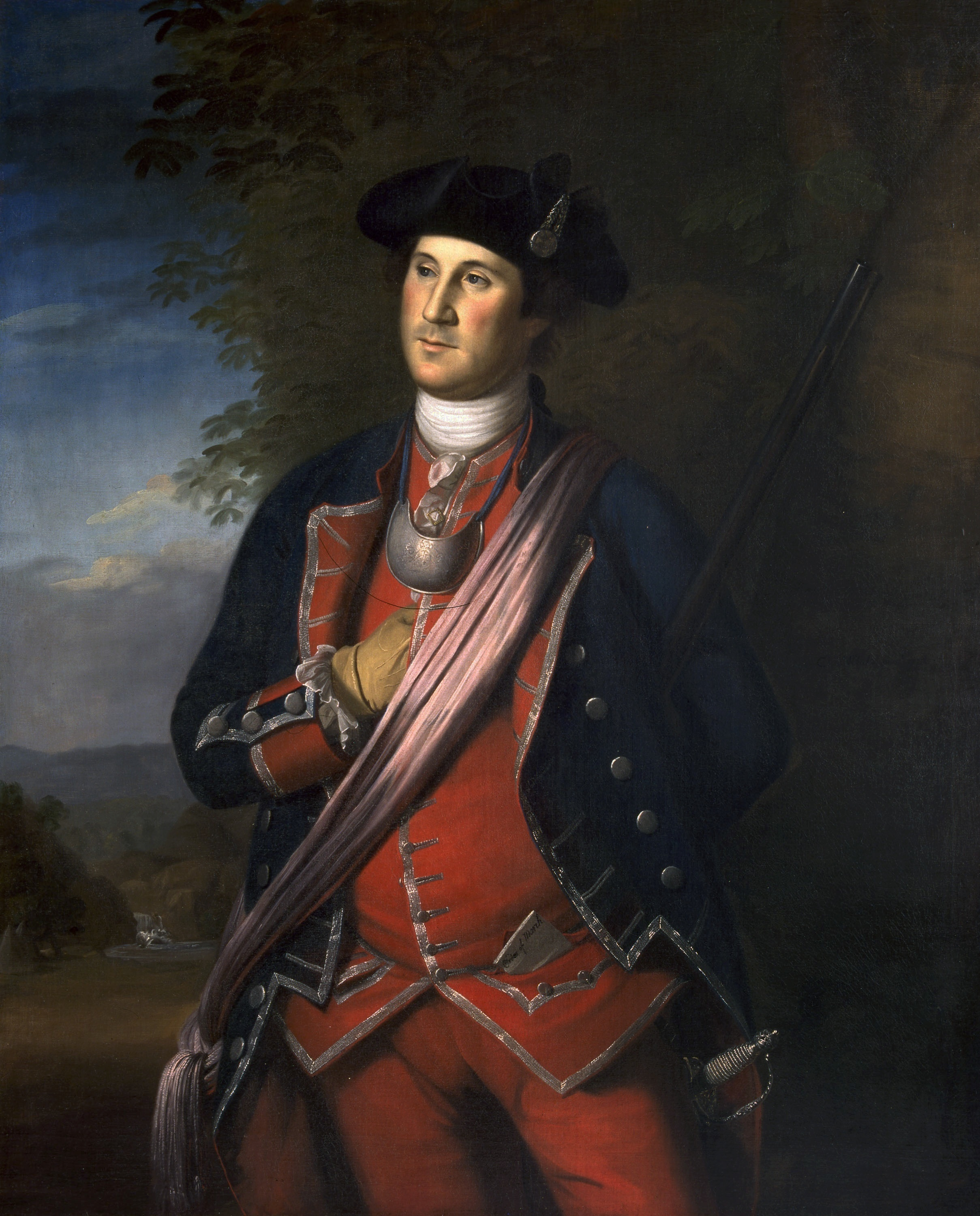
George Washington jako pułkownik w Pułku Wirginii (1772)
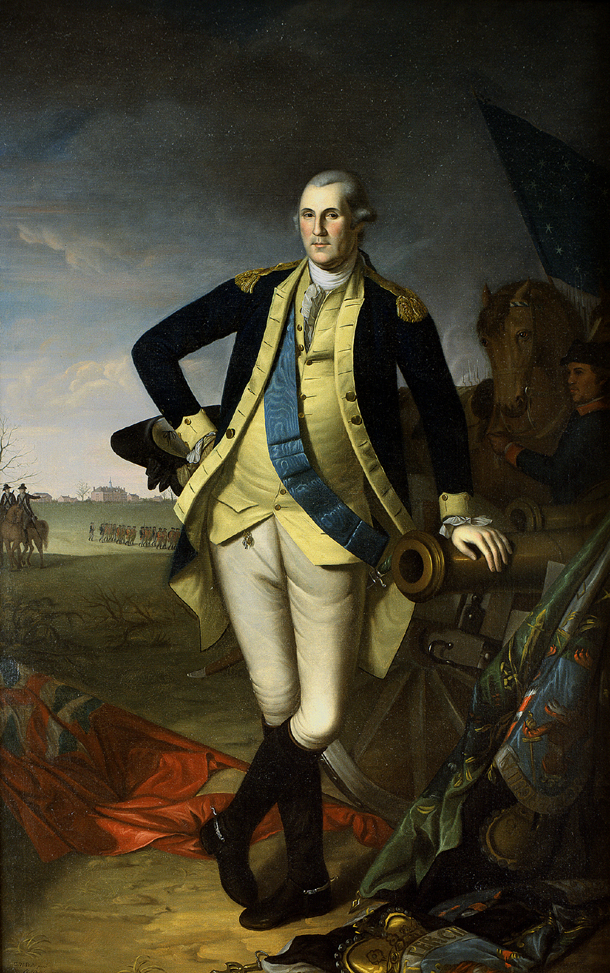
George Washington w Princeton (1779)
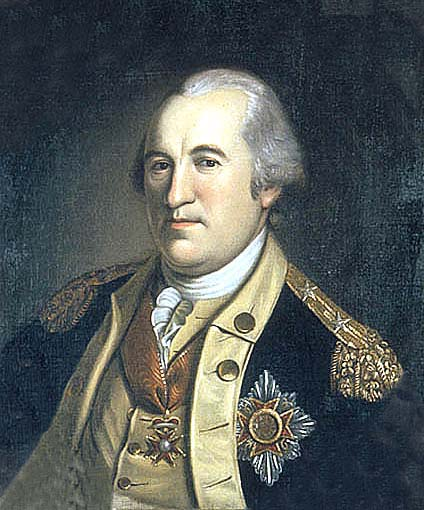
Friedrich Wilhelm von Steuben (1782)
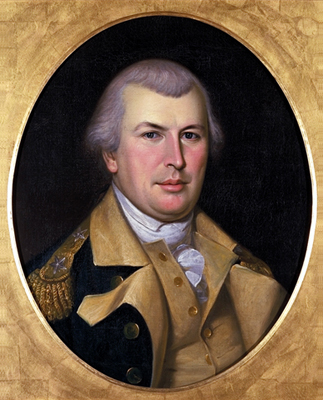
Nathanael Greene (1783)
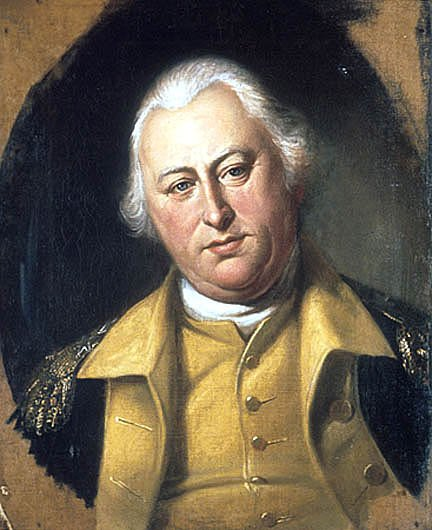
Benjamin Lincoln (1784)
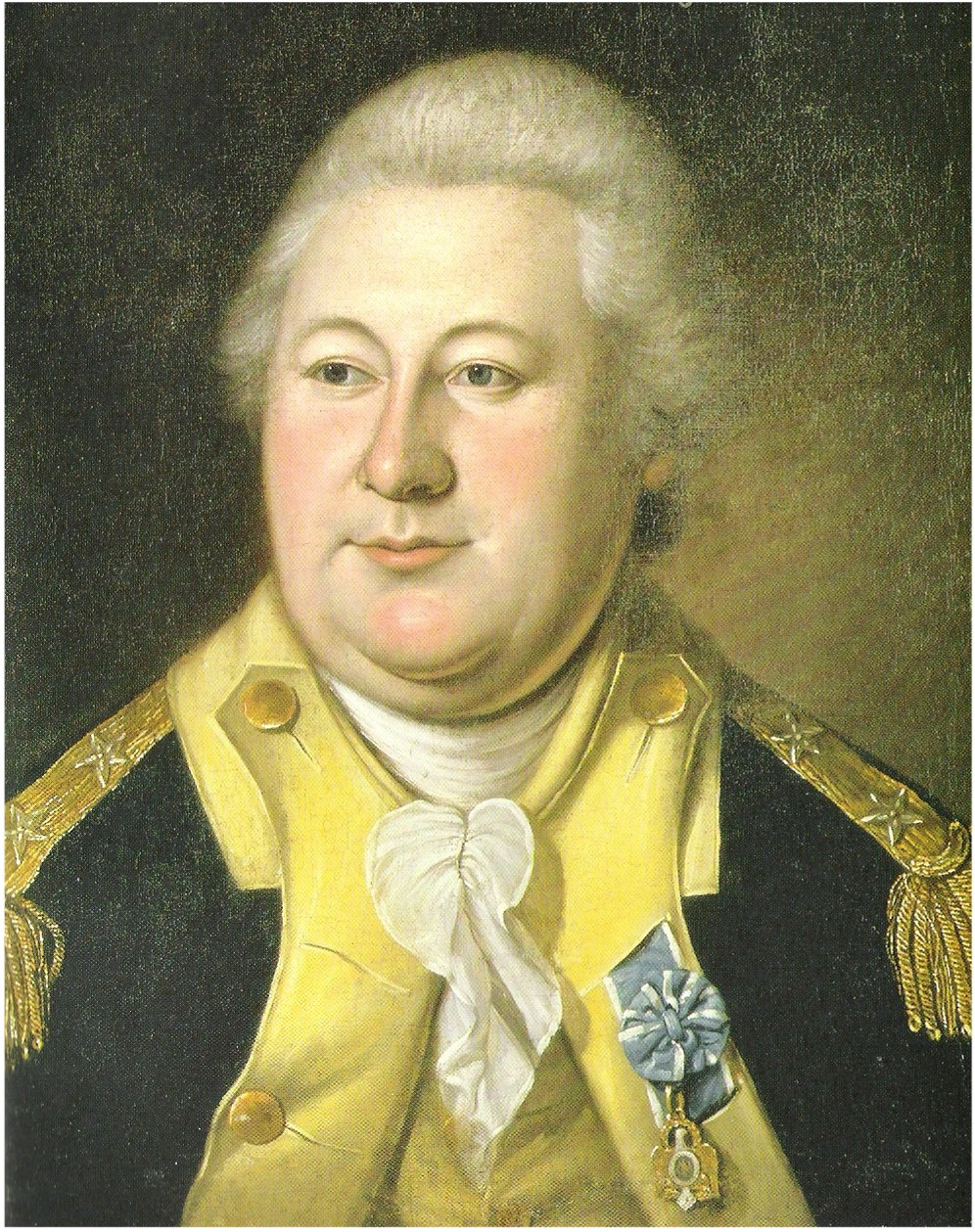
Henry Knox (1784)
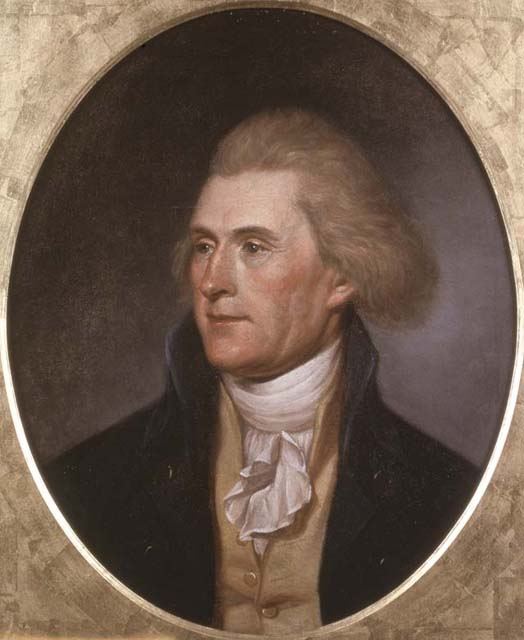
Thomas Jefferson (1791)
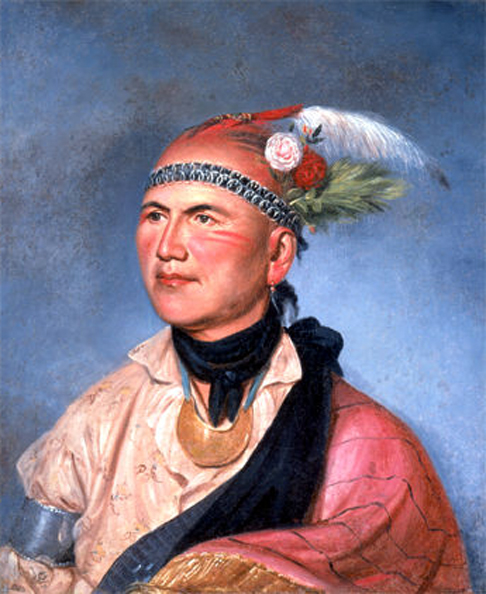
Joseph Brant (1797)
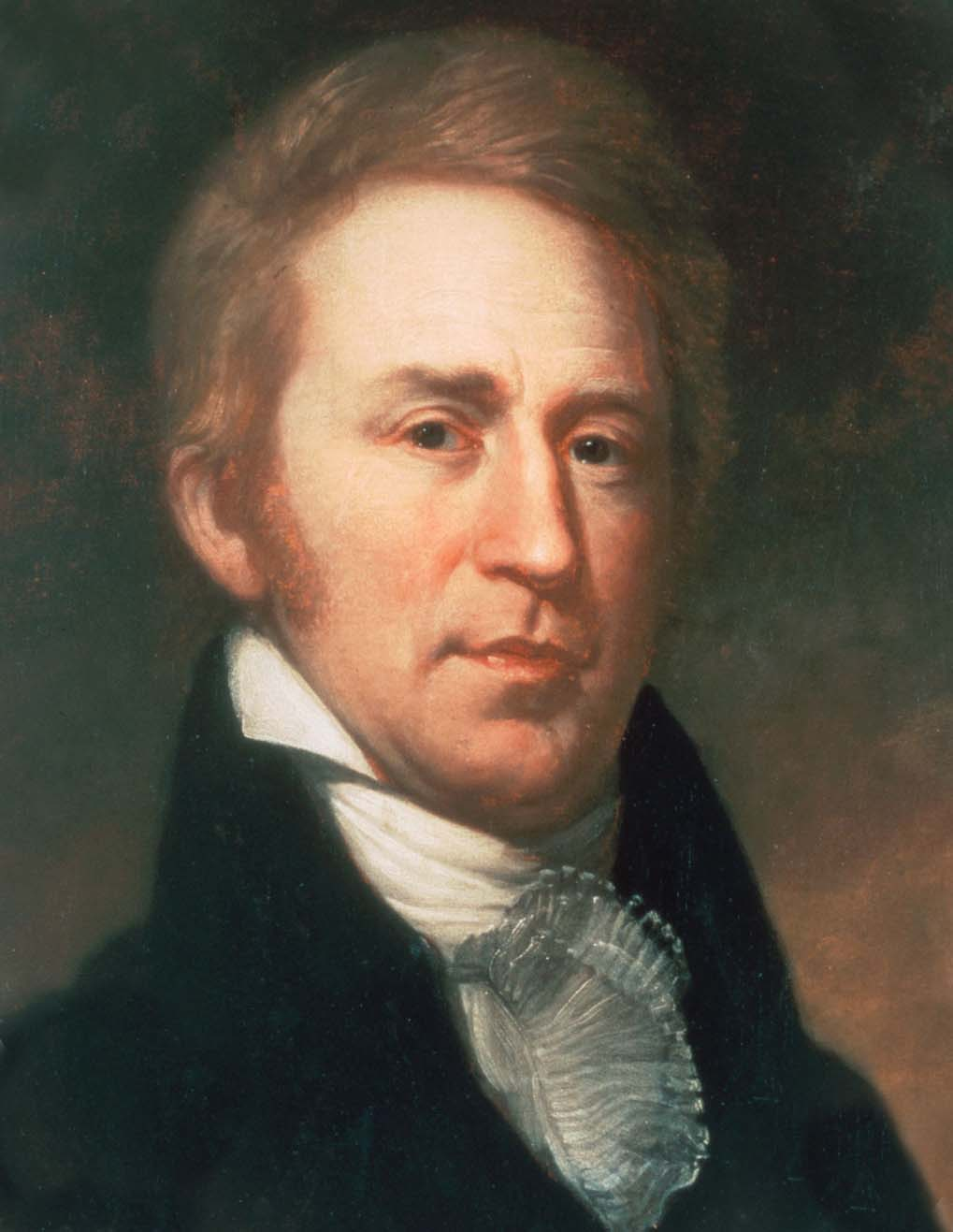
William Clark (1810)